# داني نونان
داني نونان (بالإنجليزية: Danny Noonan)‏ هو لاعب كرة قدم أمريكية أمريكي، ولد في 14 يوليو 1965 في لنكن في الولايات المتحدة.

## وصلات خارجية
- داني نونان على موقع مرجع كرة القدم المحترفة.كوم (الإنجليزية)